# Moritz Heidenheim
Moritz Heidenheim (* 23. September 1824 in Worms; † 12. Oktober 1898 in Zürich) war ein sozialistisch geprägter jüdisch-christlicher Gelehrter mit besonderen Verdiensten vor allem um die Samaritanerforschung. 

## Leben
Moritz Heidenheim (Moses Heidenheim) stammte aus einer orthodoxen jüdischen Familie in Worms (als ältestes von neun Kindern des Heinrich Hirsch – Kantors und Schächters der jüdischen Gemeinde Worms – und der Gituna Susanna Heidenheim, geborene Durlach) und wollte eigentlich Rabbiner werden. 
Kurz nach seiner Promotion in Philosophie an der Universität Gießen 1851 trat er, nach eigener Aussage auf Basis der Lektüre des Maimonides und des Spinoza, zum Christentum über. 
1852 verließ er Deutschland und studierte am King’s College in London anglikanische Theologie. Nach dem Studienabschluss und seiner Ordination als anglikanischer Priester 1859 wirkte er in verschiedenen Kirchgemeinden in London. Neben seiner Gemeindearbeit erforschte er hebräische und samaritanische Manuskripte in verschiedenen europäischen Bibliotheken und widmete sich in der Zeit von 1862 bis 1864 mehrmals auch in Rom dem Handschriftenstudium auf der Suche nach verschiedenen Manuskripten. 
Seit 1864 lebte er als anglikanischer Kaplan der englischen Gemeinde in Zürich und lehrte länger als drei Jahrzehnte an der Theologischen Fakultät der Universität als Privatdozent Altes Testament, rabbinische Literatur und semitische Sprachen, allerdings mit wenig Resonanz: Er hatte kaum Hörer, und die Theologische Fakultät misstraute gleichermaßen seiner Person und seiner Lehre. Heidenheims Hoffnung, eine Professur oder zumindest den Titel eines Extraordinarius zu erlangen, scheiterten am Widerstand der Fakultät. Man kritisierte seine "rabbinische Methode" und hielt ihn für einen Krypto-Juden. Von Juden wurde er wegen seiner Konversion, von den Mitchristen wegen seiner jüdischen Herkunft ignoriert. 
Moritz Heidenheims wertvolle und reichhaltige Privatbibliothek, deren Grundstock er von seinem Vater geerbt hatte (Hebraica, Judaica, ca. 2800 alte hebräische Drucke und Handschriften, darunter Siddurim und Machsorim der verschiedensten Riten, die möglicherweise aus dem Besitz Wolf Heidenheims stammen, daneben Werke zur Philosophie, Theologie, Sprachwissenschaft, Geschichte, Mathematik und Astronomie sowie lateinische Drucke, Briefe von Moritz Heidenheim, Materialien zum Werk und Vorarbeiten, unter anderem zu einer Biographie Spinozas), ist heute ein Teilbestand der Zentralbibliothek Zürich. Vor seinem Weggang aus London veräußerte Heidenheim ein Korpus nichthebräischer Urkunden des 13. bis 18. Jahrhunderts aus dem Tiroler Raum an das British Museum; sie befinden sich heute unter den Beständen der British Library.

## Heidenheims Publikationen
- A few words for meditation in connection with the cholera at Zurich, Zürich 1867.
- Anglican Church Leaves for English and American Travellers with special reference to the English church at Zurich, Zürich 1887–1898.
- Bibliotheca Samaritana:
  - I. Die samaritanische Pentateuchversion. Die Genesis in der hebräischen Quadratschrift unter Benutzung der Barberinischen Triglotte und mit Einleitung, Textkritischen Noten, Scholien und Beilagen versehen von Dr. M. Heidenheim, Leipzig 1884.
  - II. Die samaritanische Liturgie (eine Auswahl der wichtigsten Texte) in der hebräischen Quadratschrift aus den Handschriften des Britischen Museums und anderen Bibliotheken, hg. u. mit Einleitung, Beilagen, Übersetzungen der schwierigsten Texte und Scholien versehen v. Dr. M. Heidenheim. 1. Heft, Leipzig 1885.
  - III. Der Commentar Marqah’s des Samaritaners. Bücher I, II, IV und Auszüge aus den Büchern III u. VI, in der hebräischen Quadratschrift nebst Einleitung, Übersetzung, Noten und Appendices hg. von Dr. M. Heidenheim, Weimar 1896.
- David Kimchi, in: Realencyclopädie für protestantische Theologie und Kirche, 1. Auflg. 1862–1864, Bd. 19, Supplementband 1 (1864–1868), S. 292–294.
- Können wir die Zeichen der Zeit nicht erkennen? Rede gehalten am Grabe des am 4. Juni ermordeten und am 15. Juni auf dem Begräbnisplatze zur Rehalp begrabenen James Sadleir, Zürich 1881.
- Die neue Ausgabe der Vers. Sam. zur Genesis (Bibl. Sam. I), in: ZDMG XL (1886), S. 516–523.
- Über die Wichtigkeit der Samaritanischen Literatur für die semitische Sprachwissenschaft, Exegese und Dogmengeschichte, mit besonderer Rücksicht auf die Schriften Markahs, in: Verhandlungen der Neununddreissigsten Versammlung deutscher Philologen und Schulmänner in Zürich, Leipzig 1888, S. 148–160.
- Untersuchungen über die Synagoga Magna, in: Theologische Studien und Kritiken 26 (1853), S. 93–100.
- Die Vorbilder Wicliff’s, in: Theologisches Literaturblatt, begr. v. Ernst Zimmermann, fortges. v. Karl Zimmermann, Nr. 65, 37 (1860), S. 769–775.
- Deutsche Vierteljahrsschrift für englisch-theologische Forschung und Kritik, hg. v. Moritz Heidenheim, Bd. 1 und 2, Gotha 1861–1865; später unter d. Titel Vierteljahrsschrift für deutsch- und englischtheologische Forschung und Kritik, Bd. 3–5.2, Zürich 1867–1873.